# فيرغيليوس سالزبورغ
فيرغيليوس سالزبورغ (بالإنجليزية: Vergilius of Salzburg)‏ (و. 700 – 784 م) هو رياضياتي، وعالم فلك، وكاهن كاثوليكي من جمهورية أيرلندا. ولد في جمهورية أيرلندا.
توفي في سالزبورغ، عن عمر يناهز 84 عاماً.